# Château de Werde

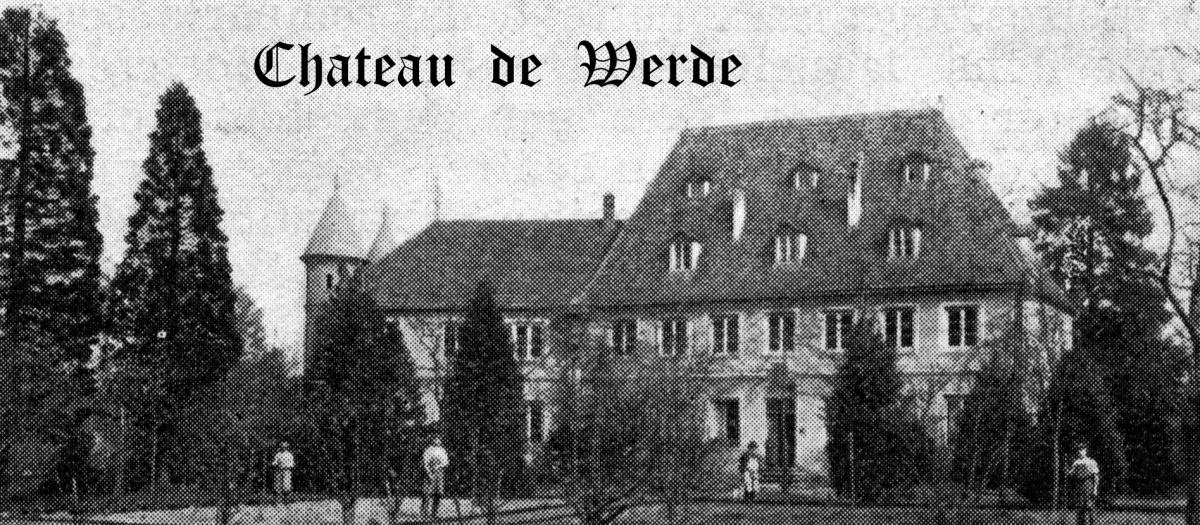
e bâtiment est situé au 11, hameau de Werde dans la commune de Matzenheim. Le hameau de Werde, essentiellement occupé par le parc du château de, est entouré par l'Ill et un de ses bras dévoyé au sud du village

Le château de Werde (ou Werth) est un monument historique situé à Matzenheim, dans le département français du Bas-Rhin.

## Localisation
Ce bâtiment est situé au 11, hameau de Werde dans la commune de Matzenheim. Le hameau de Werde, essentiellement occupé par le parc du château de, est entouré par l'Ill et un de ses bras dévoyé au sud du village.

## Historique
L'édifice fait l'objet d'une inscription au titre des monuments historiques depuis 1993.
La première mention  historique du lieu se situe en 1185, lorsque Sigebert III prend le titre de comte de Werde. On ignore si le château remonte à cette date ou si un château primitif est alors restauré comme l’avance le frère Edouard Sitzmann dans son livre en 1912 (le château de Werde et ses propriétaires par Ed. Sitzmann extrait de la revue catholique d’alsace aux éditions LE ROUX & Cie à Strasbourg).
Le château occupe une position privilégiée au bord de l’Ill entre Strasbourg et Sélestat. Les descendants de Sigebert prennent le titre de Landgraviat de Basse-Alsace et possèdent plusieurs châteaux dont celui de Werde.
Toujours au Moyen Âge, des différends en matière de succession ont conduit au siège du château de Werde et à une bataille en octobre 1293.
Le château et les titres de noblesse sont cédés à l’évêché de Strasbourg en 1359.

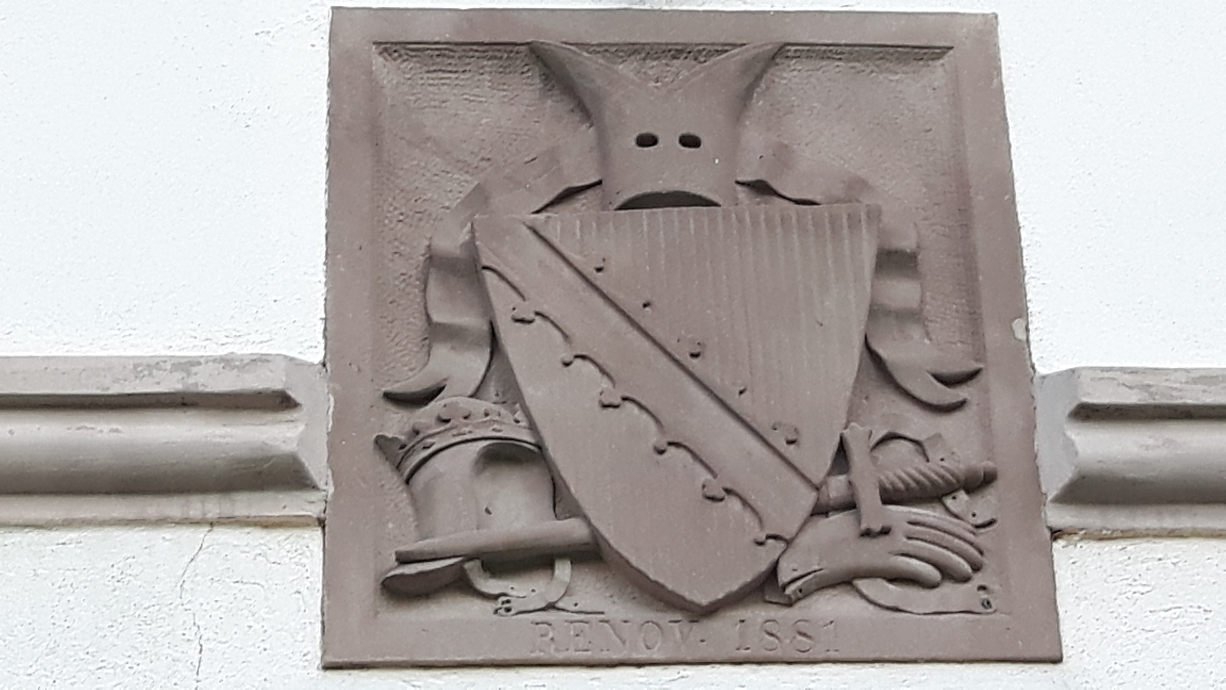
Le blason au-dessus de l'entrée.

À noter que les armes de la Basse-Alsace sont encore aujourd’hui repris pour la ½ du drapeau alsacien.
Le blason des comtes de Werde restauré en 1881 et présent au-dessus de l’entrée actuelle du château.
Le château de Werde est donné en fief (une forme de vente qui, au Moyen Âge, oblige également l’acheteur à reconnaître le vendeur comme son suzerain)  par l’évêque de Strasbourg à différentes grandes familles d’Alsace qui se succèdent à partir de 1359.

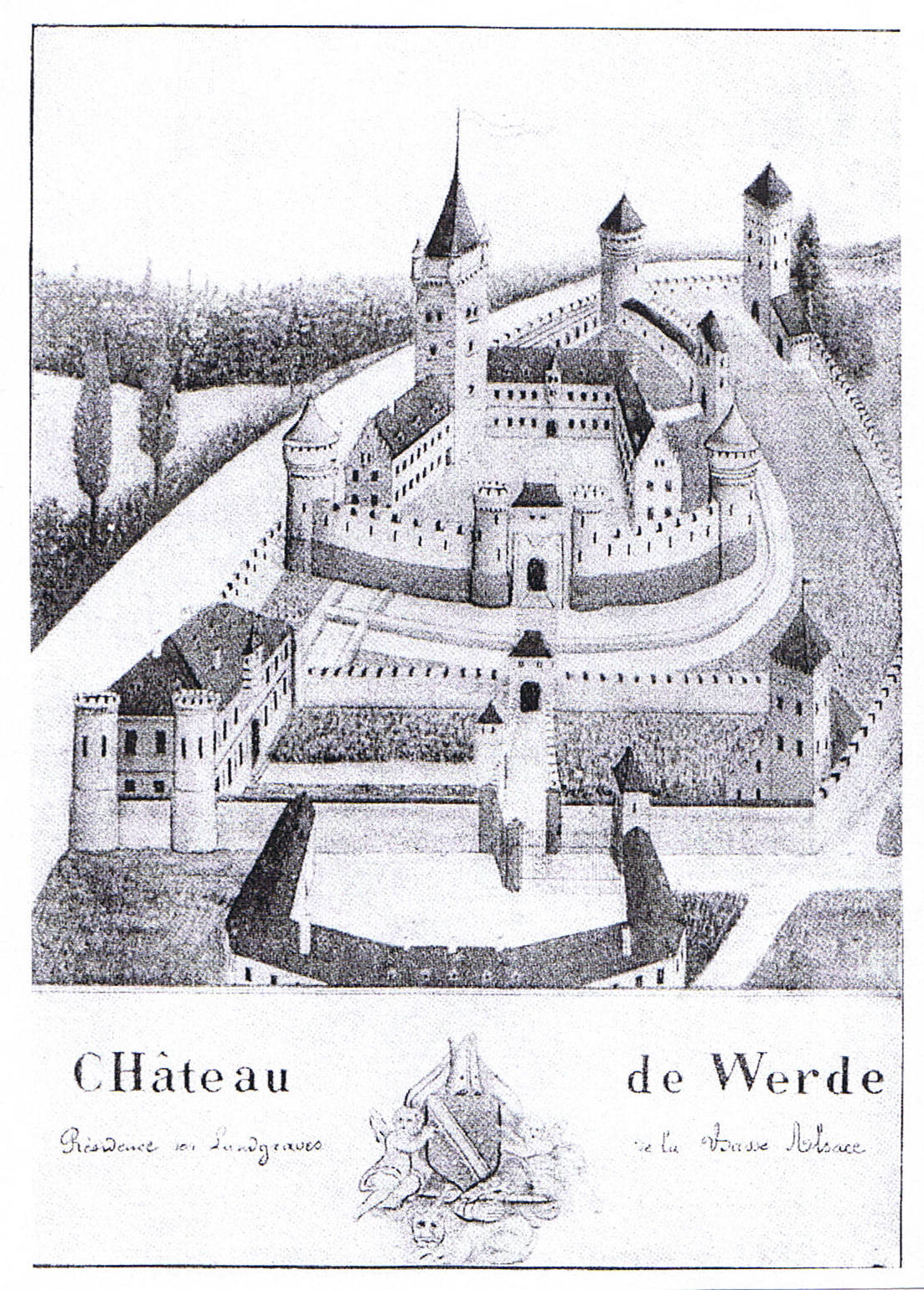
Gravure de 1912.

Cette demeure féodale est considérablement agrandie une première fois vers 1395 ; elle est bâtie sur un îlot entouré d’un fossé qui pouvait se remplir des eaux de l’Ill voisine au moyen d’écluses.
Ayant acquis le château vers 1539, les barons de Seebach le font détruire au profit d’une construction nouvelle réutilisant les fondations anciennes. À la mort du dernier descendant de la famille des barons de Seebach, l’évèque investit du titre de comte de Werde (ou Werth) et d’Uttenheim les nobles de Reinach en 1656. Une des branches de cette famille prend le nom de Reinach-Werth. Le dernier propriétaire noble de Werde était Guillaume-Jacques-Maximilien-Antoine de Reinach-Werth (1737-1792).
En se basant sur des considérations archéologiques, on peut admettre que le corps de logis nord (visible aujourd’hui) appartient partiellement au château renaissance, l’un des éléments réutilisés figure les écus jumelés de jean-Georges de Seebach et de son épouse, catherine de Fleckenstein-soultz (façade nord).

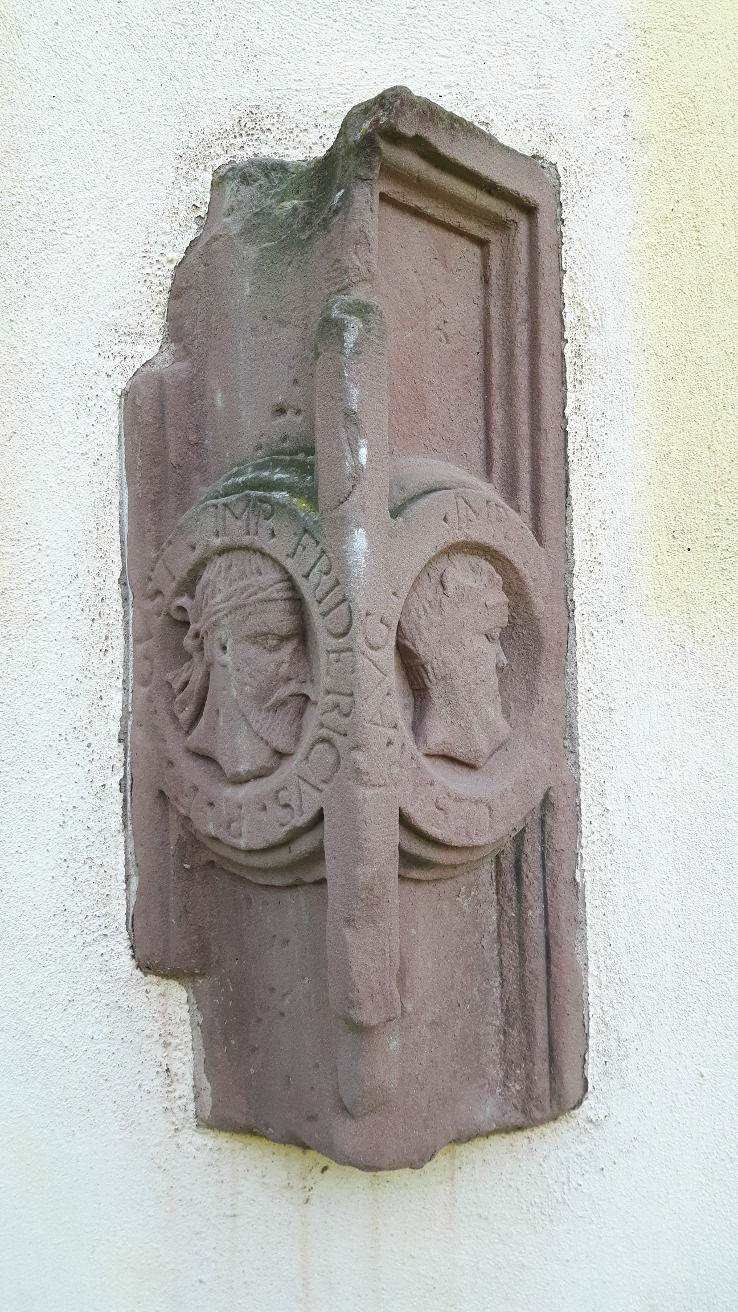
Écus aux armes des barons de Seebach.

Le réemploi d’éléments du château renaissance dans la façade nord.

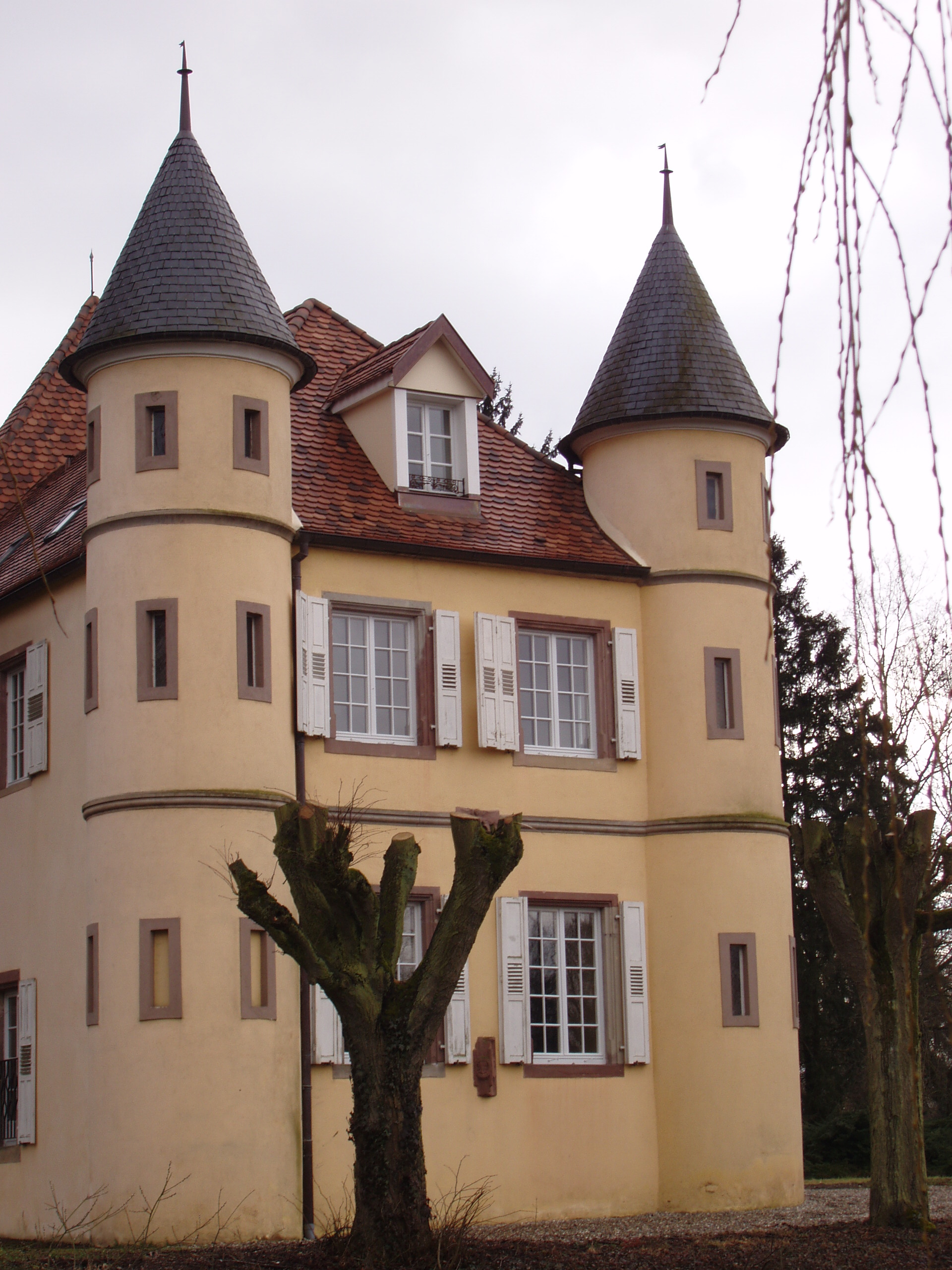
Les tourelles médiévalisantes ajoutées au XIX

Le corps de logis sud date d’une restauration du XVIIIe siècle. C’est également à cette époque que le parc est doté d’un pavillon de jardin ultérieurement transformé en chapelle.
Selon les auteurs (Sitzmann, Barthelme) une grande partie du château est détruit en 1804. En 1820 subsisteraient encore les fossés, des sculptures et une partie du château en ruine.
L’abbé Mertian, supérieur général des frères de la doctrine chrétienne acquiert le domaine en 1865 pour y entreprendre des travaux de restauration, continués en 1881.
L’aspect actuel du château, uniformisé, doit remonter à cette époque en incluant des éléments de la Renaissance dans le corps de logis nord et une structure du XVIIIe siècle dans celui du sud. Les 2 tourelles médiévalisantes du corps de logis nord ont été élevées entre 1840 et 1891 comme le prouve la comparaison des plans cadastraux à ces dates.

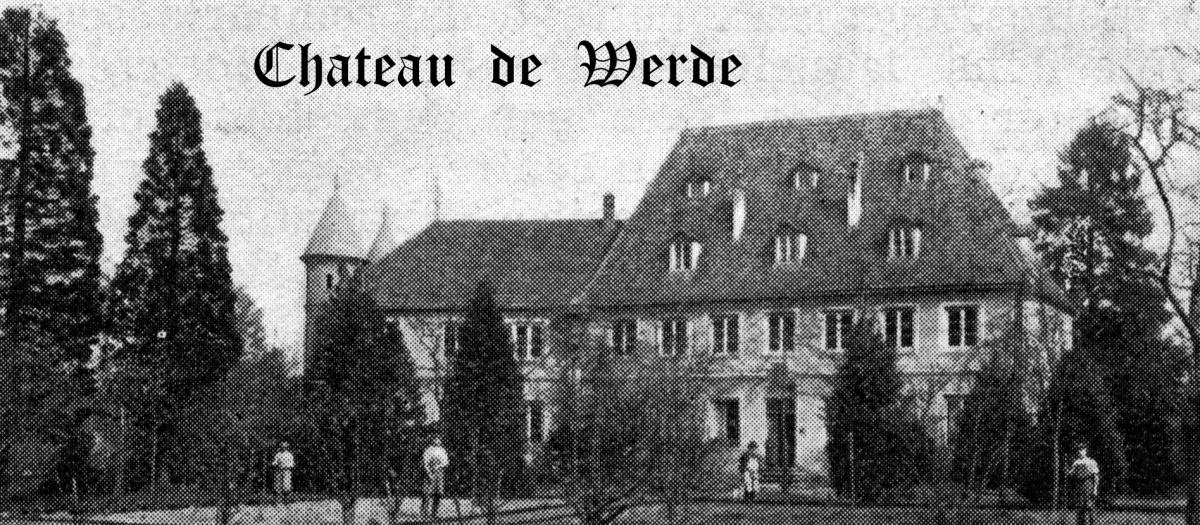
Le château début XX.

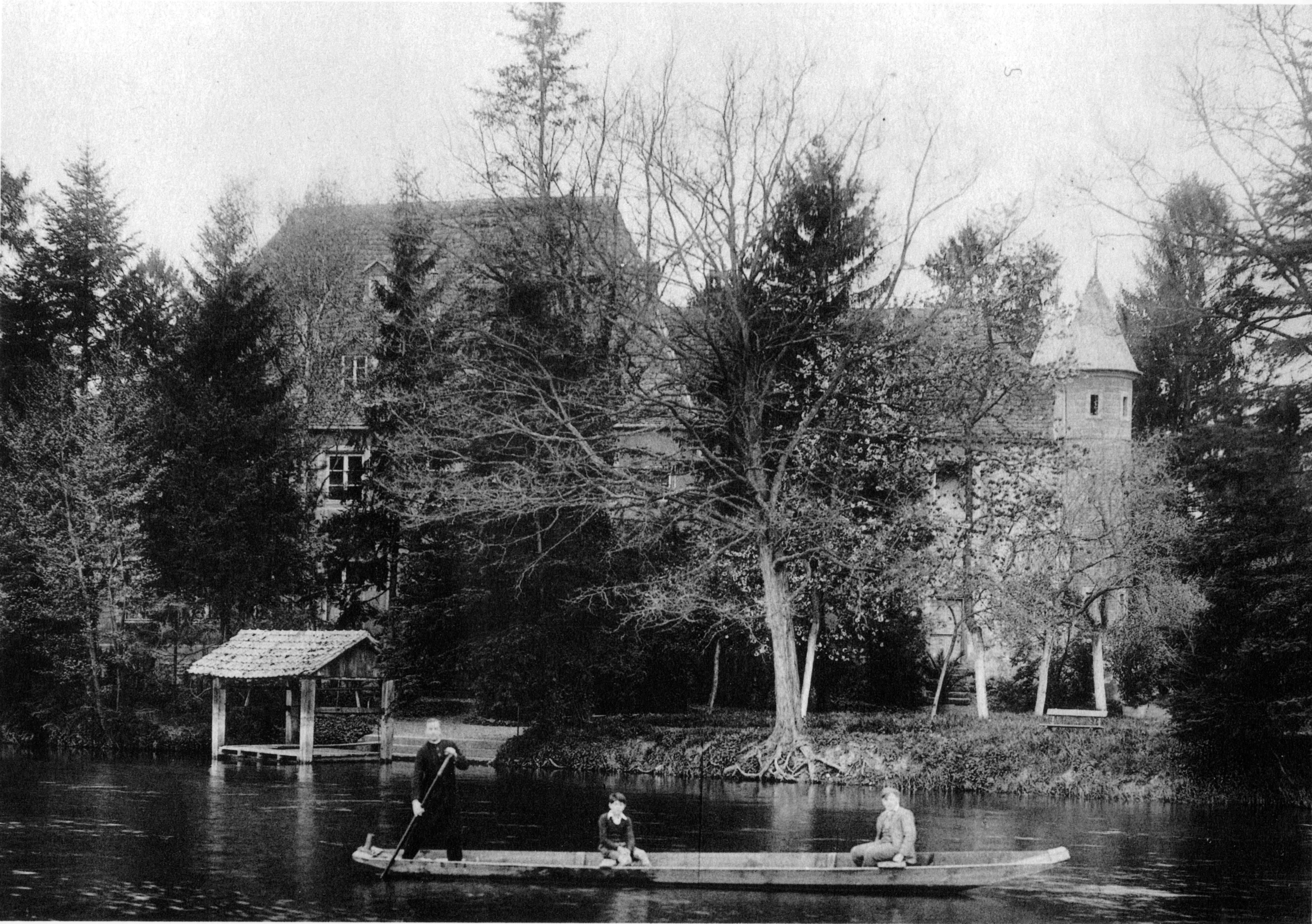
La façade arrière.

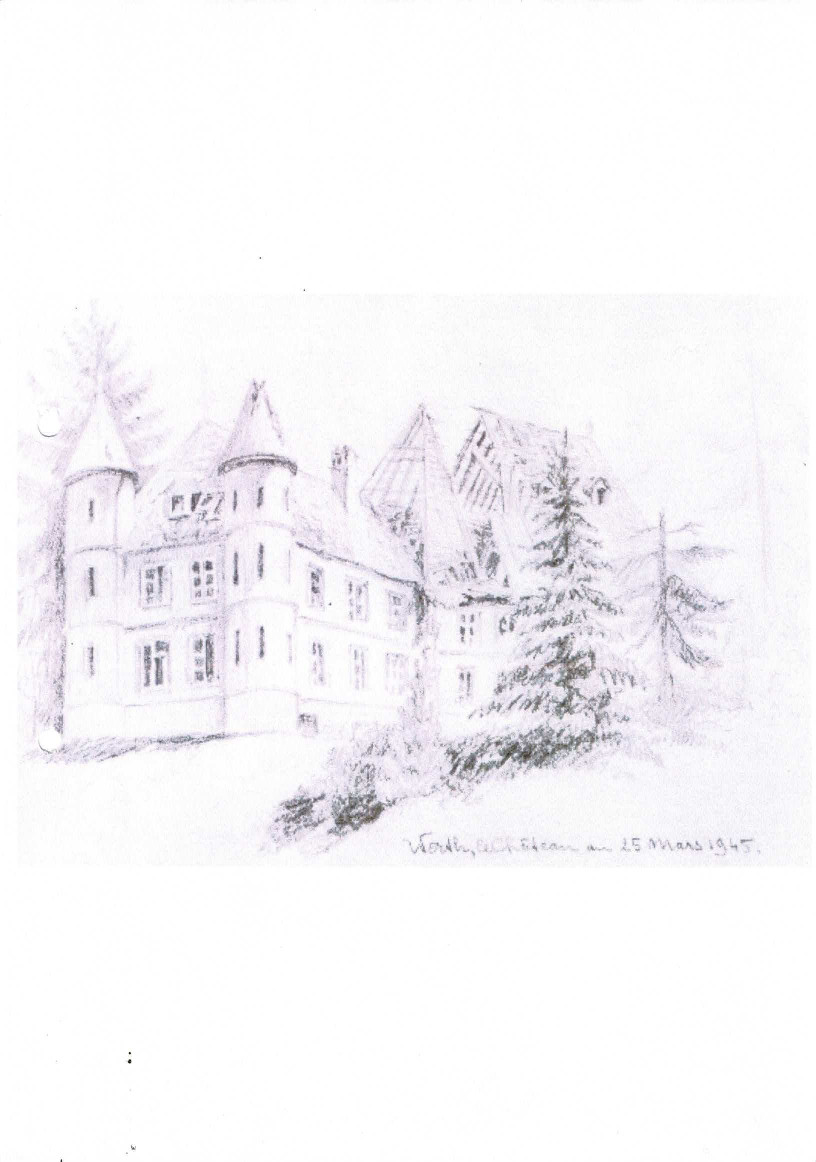
Le château le 25 mars 1945.

En matière de vestiges archéologiques, des pieux découverts dans l’Ill ont été datés entre 1450 et 1610 ce qui vient appuyer les recherches du frère Sitzmann évoquant un important dispositif de péage sur l’Ill.
Le parc ne présente pas une composition particulière mais conserve quelques beaux spécimens d'arbres notamment sur la motte castrale. 

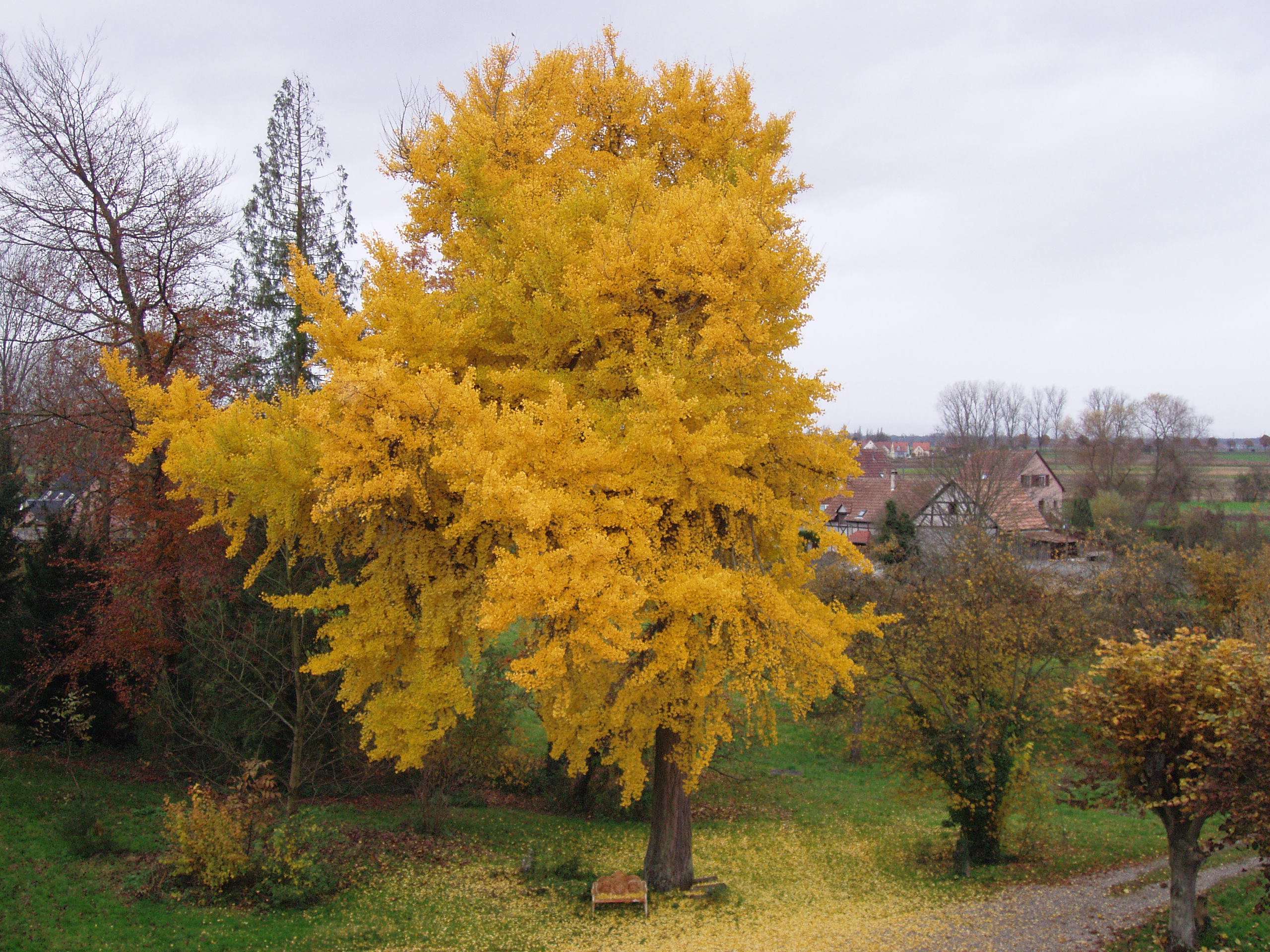
Ginkgo biloba dans le parc.

Il convient toutefois de relever la présence de quelques dépendances dont la chapelle près de la rivière inscrite aux monuments historiques, l'édifice aurait été construit au XVIIIe siècle et converti à usage de chapelle à la fin du XIXe siècle. Une restauration de l'édifice a eu lieu en 2019 avec le soutien de la conservation des monuments historiques du Bas-Rhin.

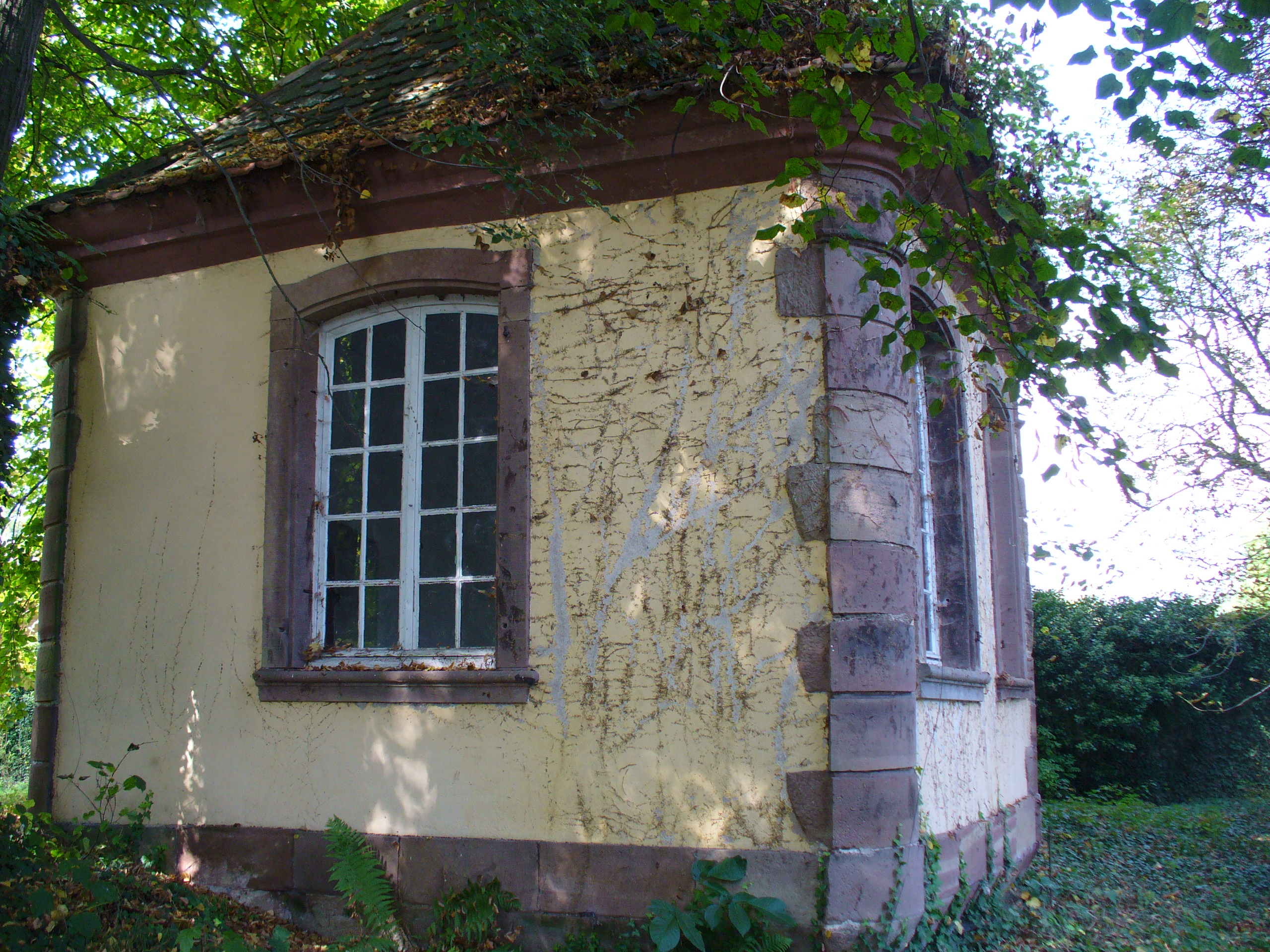
Chapelle (façade sud).